# Oliver Vogt (Tennisspieler)
Oliver Vogt (* 1971) ist ein ehemaliger deutscher Tennisspieler.

## Werdegang
Der aus Garstedt stammende Vogt stand bereits im Alter von zehn Jahren im C-Kader des Deutschen Tennis-Bundes. 1983 wurde er beim Nationalen Deutschen Jüngsten-Tennisturnier in der Wettkampfklasse Jungen AK 4 Dritter und 1984 bei den deutschen Hallen-Meisterschaften Zweiter in seiner Altersklasse. Oliver Vogts Vater beauftragte 1985 den damaligen deutschen Davis-Cup-Kapitän Nikola Pilić mit der Ausarbeitung und Überwachung des Trainingsprogramms seines für den Klipper THC spielenden Sohnes, den das Hamburger Abendblatt in seiner Ausgabe vom 24. September 1985 als „Hamburgs Boris Becker“ bezeichnete.
Bis 1987 spielte er für den Klipper THC in der Tennis-Bundesliga, zu seinen Mannschaftskameraden gehörte Michael Stich. Ende der 1980er und bis 1990 war Vogt ebenfalls in der Tennis-Bundesliga Spieler des Berliner Vereins LTTC „Rot-Weiß“.
Vogt nahm im Einzel und Doppel an mehreren internationalen Turnier der Challenger-Serie teil. Seine höchste Platzierung in der ATP-Weltrangliste erreichte er im August 1992 mit dem 370. Rang.